# Асы (плато)

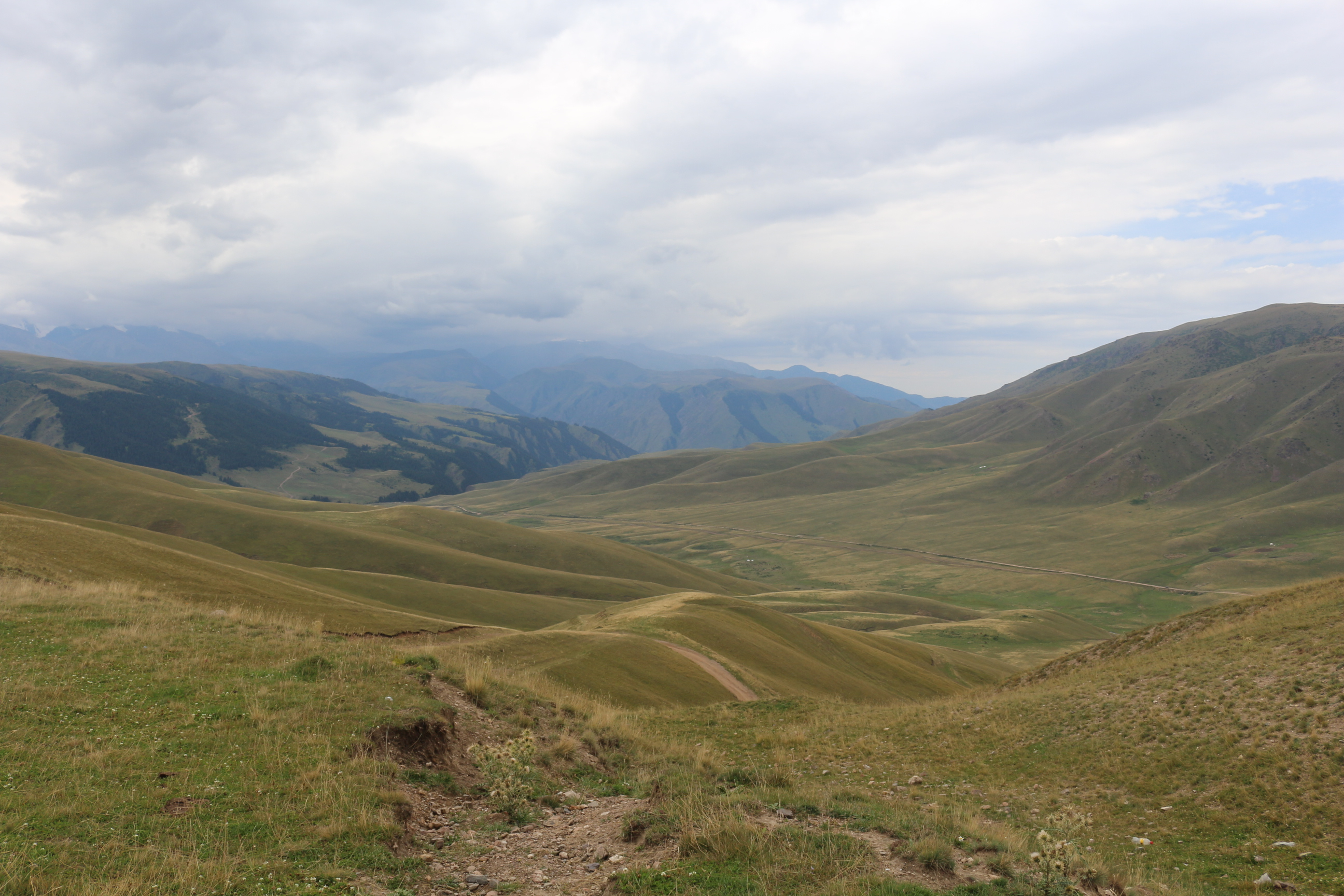
Вид на плато Асы

Асы или Ассы — плато в Енбекшиказахском районе Алматинской области между ущельем Тургень и Бартогайским Водохранилищем. Протяжённость с востока на запад около 40 км, ширина около 7 км. С севера плато ограничивает хребет Карач и горы Бокайдынтау, с южной стороны — хребет Сарытау. На западе плато Асы переходит в Тургеньское ущелье, на востоке в долину Бартогайского водохранилища. Служит местом отгонного животноводства и местного туризма. На западной оконечности плато расположена Асы-Тургенская обсерватория. Вдоль плато протекает река Асы.

## Посещение
Плато Асы входит в состав Иле-Алатауского Национального парка. Для посещения необходимо зарегистрироваться в офисе администрации парка в селе Тургень. Сбор грибов и рыбная ловля возможны только при наличии разрешения.